# チコと鮫
『チコと鮫』（チコとさめ、イタリア語: Ti-Koyo e il suo pescecane、英語: Tiko and the Shark）は、1962年に公開された映画。クレメント・リシェール (Clement Richer) の小説『Ti-Coyo and His Shark』を原作として、フォルコ・クイリチが監督した。
フランスとイタリアの合作映画であるこの映画は、漁師と鮫の、幼い頃から始まった友情を描いたものである。ロケーション撮影は、フランス領ポリネシアでおこなわれた。出演者は、いずれも職業俳優ではなく、ポリネシア人の素人であった。

## あらすじ
タヒチ島の漁師たちにとって、何より恐ろしいのは人食い鮫。ところが、少年チコは海岸に迷い込んだ人食い鮫の子供を見つけ、少女ディアーナとともにこっそりと鮫を育て始めた。...

## キャスト
※括弧内は日本語吹き替え（テレビ版：初回放送1974年7月25日『木曜洋画劇場』）
- チコ: アル・カウエ（富山敬）
- 少年時代のチコ: デニス・プヒラ（塩屋翼）
- ディアーナ: マルレーヌ・アマング（上田みゆき）
- 少女時代のディアーナ: ディアーナ・サムソイ（竹内美香）

## 評価
『ラ・スタンパ』紙に発表した評論でレオ・ペステリは、チコと鮫との関係よりも、彼の恋人との関係に焦点が当てられているとして批判した。